# Бєльська Людмила Василівна
Людмила Василівна Бєльська (нар. 2 вересня 1956, Мотовилівська Слобідка) — українська співачка, народна артистка України (2014), солістка-вокалістка Київського театру оперети.

## Життєпис
Людмила Бєльська народилась 2 вересня 1956 в селі Мотовилівська Слобідка Київської області.
Про дитинство в Мотовилівці Людмила Василівна згадує: «Поруч була дача одного відомого академіка, який почув одного разу, як я співаю, і порадив відвезти мене до столиці для прослуховування. Мамі було зовсім не до того. Тому він сам буквально взяв мене за руку і повіз до Києва, де мене зарахували в школу імені М. Лисенка. І ось що ще виявилося просто вражаючим у цій історії: завдяки моєму голосу батькам дали трикімнатну квартиру в столиці, щоб я не „моталася“ туди-сюди, а спокійно вчилася. Та ще й поставили в цю квартиру фортепіано. Так я і переїхала до Києва».
Згодом талановита співачка закінчила Київське державне вище музичне училище ім. Р. М. Глієра (викладач вокалу — І. Паливода, викладач ансамблю — М. Венедиктова).
Паралельно з навчанням з 1980 почала виступати в Київському театрі оперети.
«Людмила Василівна — актриса з великою енергетикою та сценічною привабливістю. Її філігранна, завжди точно акцентована й одночасно емоційно наповнена гра та сильний вокал завжди підкорюють глядачів та викликають позитивні відгуки критиків» — відмічається на офіційному сайті театру оперети.

## Нагороди
У 2005 році Людмилі Бєльській було присвоєне звання заслуженої артистки України.
2010 — Нагороджена Почесною грамотою Верховної Ради України.
17 грудня 2014 Людмилі Василівні присвоєне звання народної артистки України.

## Ролі
- Мірабелла («Циганський барон» Й. Штрауса)
- Солоха («Сон у різдвяну ніч» І. Поклада)
- Еліза («Моя чарівна леді» Ф. Лоу)
- Горпина («Майська ніч» М. Лисенка)
- Чаніта («Поцілунок Чаніти» А. Мілютіна)
- Пепіта («Вільний вітер» І. Дунаєвського)
- Адель («Кажан» Й. Штрауса)
- Ліза («Маріца» І. Кальмана)
- Констанція («Три мушкетери» М. Дунаєвського)
- Глорія («Американська комедія» М. Самойлова)
- Чіпра («Циганський барон» Й. Штрауса)
- Вікторія («Таке єврейське щастя» І. Поклада)
- Хівря («Сорочинський ярмарок» О. Рябова)
- Секлита («За двома зайцями» В. Ільїна та В. Лукашова)
- Кароліна («Містер Ікс» І. Кальмана)
- Отаманша («Пригоди бременських музикантів» Г. Гладкова)